# Black Canyon of the Gunnison Wilderness
La Black Canyon of the Gunnison Wilderness est une aire protégée américaine située dans le comté de Montrose, au Colorado. Fondée en 1976, elle protège 63,13 km2 au sein du parc national de Black Canyon of the Gunnison.